# Of One Blood
Of One Blood – drugi album studyjny amerykańskiej grupy muzycznej Shadows Fall, wydany 4 kwietnia 2000 nakładem wytwórni Century Media Records.
Album był debiutem w zespole wokalisty Briana Faira, który zastąpił Philipa Labonte’a oraz ostatnim wydawnictwem studyjnym nagranym z perkusistą Davidem Germainem. Jednocześnie była to pierwsza płyta wydana dla wytwórni Century Media. Był to także ostatni album grupy w „erze” stylu melodic death metal.
Podczas sesji nagraniowej grupa zarejestrowała siedem utworów, lecz wytwórnia oczekiwała jeszcze trzy dodatkowe – celem wydania płyty. Zespół nagrał zatem ponownie trzy wcześniej stworzone utwory: „Fleshold”, „Revel In My Loss” i „To Ashes”, które wcześniej znalazły się na debiucie Somber Eyes to the Sky (1997).
Zremasterowana wersja płyty ukazała się 15 kwietnia 2008 (zawierała ona także inną szatę graficzną).
Utwór „Root Bound Apollo” był pierwotnie stworzony przez grupę Overcast (były zespół Briana Faira), lecz nie został wydany na żadnym wydawnictwie.

## Lista utworów
| 1.  | "Pain Glass Vision" (instrumentalny) | 00:48 |
|     |                                      |       |
| 2.  | "Crushing Belial"                    | 05:25 |
|     |                                      |       |
| 3.  | "Of One Blood"                       | 04:45 |
|     |                                      |       |
| 4.  | "The First Noble Truth"              | 04:14 |
|     |                                      |       |
| 5.  | "Fleshold"                           | 03:37 |
|     |                                      |       |
| 6.  | "Root Bound Apollo"                  | 06:19 |
|     |                                      |       |
| 7.  | "Revel in My Loss"                   | 05:27 |
|     |                                      |       |
| 8.  | "Montauk"                            | 04:22 |
|     |                                      |       |
| 9.  | "To Ashes"                           | 06:01 |
|     |                                      |       |
| 10. | "Serenity"                           | 04:58 |
|     |                                      |       |
|     |                                      | 45:56 |
|     |                                      |       |

## Single
- „Of One Blood” (2000)[2]

## Twórcy

### Skład zespołu
- Brian Fair – śpiew
- Jonathan Donais – gitara prowadząca, wokal wspierający
- Matthew Bachand – gitara rytmiczna, wokal wspierający
- Paul Romanko – gitara basowa
- Dave „The Knife” Germain – perkusja

### Inni
- Zeuss B. Held – producent muzyczny, inżynier dźwięku, miksowanie
- Keith Chirgwin i Morgan Walker – mastering
- Ray Michaud – keyboard